# Eldfell
Eldfell (pronuncia: ˈɛltfɛtl̥)(Monte di fuoco), è un cono vulcanico alto poco più di 200 metri, situato sull'isola di Heimaey, nella parte sud-occidentale dell'Islanda.

## Descrizione
Eldfell è un recente cono di scoria vulcanica alto 200 metri e di 13,4 km² di estensione, che si è formato in seguito a un'improvvisa eruzione iniziata quasi senza preavviso il 23 gennaio 1973. L'eruzione è avvenuta nella costa orientale dell'isola di Heimaey, che fa parte dell'arcipelago delle Isole Vestmann (in lingua islandese: 'Vestmannaeyjar), situate al largo della costa sud-occidentale dell'Islanda e amministrativamente incluse nella regione del Suðurland.
L'eruzione è terminata nel luglio del 1973 e da allora il vulcano è in fase di quiescenza.
A meno di un km a sud-ovest si trova il cono vulcanico dell'Helgafell.

## Denominazione
Il nome del vulcano in lingua islandese significa monte di fuoco.

## Eruzione
L'eruzione, iniziò quasi all'improvviso il 23 gennaio 1973, preceduta solo da alcuni tremori sismici nei due giorni precedenti, che erano stati scambiati per le abituali scosse di assestamento tettonico comuni in Islanda a causa della sua posizione sulla dorsale medio atlantica, dove la placca eurasiatica e quella nordamericana si separano.
L'improvvisa apertura di una fessura vulcanica comportò una situazione di notevole allarme per i circa 5 300 abitanti dell'isola e costrinse all'evacuazione di molte famiglie, costrette ad abbandonare in fretta le loro abitazioni. Un quantitativo imponente di cenere vulcanica si riversò sull'isola, distruggendo circa 400 case. Il flusso di lava cominciò a riversarsi verso il porto dell'isola rischiando di bloccare l'accesso al mare, il che avrebbe messo a rischio l'attività della pesca che rappresenta la maggior fonte di introiti degli abitanti. Fu rapidamente messa in atto un'imponente operazione di raffreddamento della colata lavica, inondandola con un enorme quantitativo di acqua marina che riuscì a bloccare l'avanzata del flusso magmatico poco prima che riuscisse a riversarsi nelle acque del porto. Le pareti di lava, alte fino a 40 metri, fornivano a quel punto anche una protezione contro i venti e le tempeste invernali provenienti da est e sud-est.
Dopo la fine dell'eruzione, il calore proveniente dalla lava ancora in fase di raffreddamento fu sfruttato per produrre acqua calda e energia elettrica. L'enorme quantitativo di tefra che si dovette rimuovere, fu impiegato per allungare la pista dell'aeroporto locale e come materiale di riporto per costruire una spianata su cui poi vennero edificate 200 nuove case, in sostituzione di quelle distrutte dall'avanzata del fronte lavico.